# PZL Bielsko SZD-50
Dimensions
Le PZL Bielsko SZD-50 Puchacz est un planeur à deux places polonais, construit par PZL Bielsko.

## Développement
Le Puchacz a été conçu par Dipl-Ing Adam Meus, basé sur le prototype SZD-50-1 Dromader. Il est destiné à servir en tant que successeur au populaire Bocian pour la formation. Son premier vol fut le 13 avril 1979.
Avec un prix modéré, et en étant souple, moderne, avec deux places et de bonnes qualités sur le terrain et dans l'air, le Puchacz est devenu un planeur très populaire dans de nombreux pays comme en Pologne, Allemagne orientale et Turquie, tant pour les ab initio et les instructions de voltige.
La production a été terminée en 2014 en faveur du SZD-54 Perkoz.